# Fondamente
Fondamente är en kommun i departementet Aveyron i regionen Occitanien i södra Frankrike. Kommunen ligger  i kantonen Cornus som ligger i arrondissementet Millau. År 2022 hade Fondamente 335 invånare.

## Befolkningsutveckling
Antalet invånare i kommunen Fondamente
Referens: INSEE